# Десет най-търсени от ФБР бегълци
„Десет най-търсени от ФБР бегълци“ (на английски: FBI Ten Most Wanted Fugitives) е списък на издирвани лица, поддържан от американското Федерално бюро за разследване (ФБР). Той е създаден през 1950 година като средство за популяризиране на усилията на ФБР за залавяне на извършители на тежки престъпления.
Към 6 март 2025 година през списъка са преминали 535 души, от които 496 са заловени или локализирани, включително 163 със съдействие на обществеността.
| Снимка                                                 | Име                             | Дата на добавяне | Пореден номер | Забележки |
| ------------------------------------------------------ | ------------------------------- | ---------------- | ------------- | --- |
|                                                        | Бхадрешкумар Четанбхай Пател    | 18 април 2017    | 514           | Индийски гражданин, заподозрян в убийството на съпругата си на 12 април 2015 година |
|                                                        | Алехандро Кастийо               | 24 октомври 2017 | 516           | Заподозрян в убийството на бившата си приятелка през август 2016 година |
|                                                        | Юлан Адонай Арчага Кариас       | 3 ноември 2021   | 526           | Хондураски гражданин, смятан за един от ръководителите на престъпната организация „Мара Салватруча“, заподозрян в множество случаи на трафик на наркотици, рекет, незаконно притежаване на оръжие и убийства |
|                                                        | Ружа Игнатова                   | 30 юни 2022      | 527           | Българска и германска гражданка, заподозряна в ръководството на мащабната схема за измами „Уанкойн“ |
|                                                        | Омар Александър Карденас        | 20 юли 2022      | 528           | Заподозрян в участие в убийство през лятото на 2019 година |
|                                                        | Вилвер Вийегас-Паломино         | 14 април 2023    | 530           | Колумбийски гражданин, ръководител на престъпната организация Армия за национално освобождение, заподозрян в наркотероризъм и трафик на наркотици                                                            |
|                                                        | Вителом Иносан                  | 15 ноември 2023  | 532           | Хаитянски гражданин, ръководител на бандата „Краз Барие“, заподозрян в отвличания и убийства на американски граждани                                                                                         |
|                                                        | Фаусто Исидро Меса Флорес       | 4 февруари 2025  | 533           | Мексикански гражданин, ръководител на престъпната организация „Меса-Флорес“, заподозрян в производство и трафик на наркотици                                                                                 |
| Francisco Javier Roman-Bardales FBI Most Wanted Poster | Франсиско Хавиер Роман-Бардалес | 21 февруари 2025 | 534           | Салвадорски гражданин, смятан за един от ръководителите на престъпната организация „Мара Салватруча“, заподозрян в наркотероризъм, рекет и трафик на хора                                                    |
| Ryan James Wedding FBI Most Wanted Poster              | Райън Уединг                    | 6 март 2025      | 535           | Канадски гражданин, заподозрян в трафик на наркотици и множество убийства |